# Antichrist Superstar
Antichrist Superstar是瑪麗蓮·曼森第二张个人专辑"Antichrist Superstar"中的主打歌曲。这首歌阐明了这张专辑的主旨，与基督教的上帝做斗争， 狂怒地毁掉一切反对力量。这一点可以从狂躁不安的旋律， 类似纳粹集权集会中体现出来， 这首歌同时也是Marilyn Manson对批评他的人的回应。
非常有趣的是Marilyn manson经常在演唱这首歌之前，在舞台顶端挂上一面非常类似纳粹德国国旗的旗帜（只是中间的卐标志被换成了Antichrist Superstar Shock标志），借以嘲笑独裁者和传教士。
Rover's Morning Glory在他们的节目中使用这首歌的前奏作为节目主题曲。

## 歌曲列表

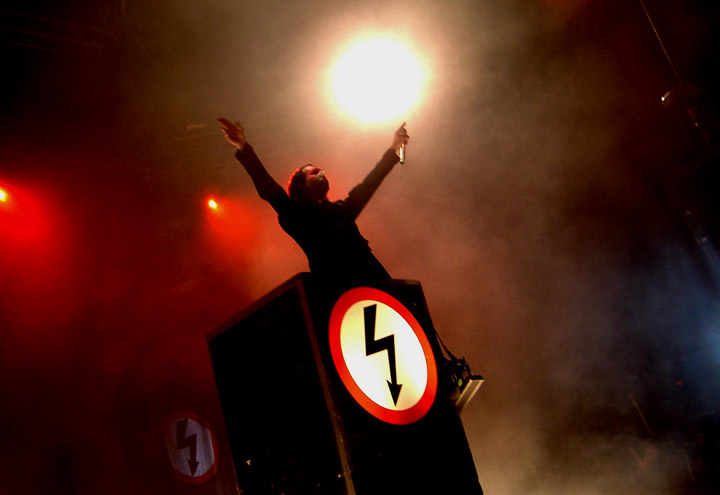
瑪麗蓮·曼森演唱Antichrist Superstar

1. "Antichrist Superstar" - 5:14